# Djacir
Djacir Franco Cavalcante Júnior (23 de fevereiro de 1972) é um ex-jogador brasileiro de futsal, que atuava na posição de ala. Ele fez parte da Seleção Brasileira de Futsal que conquistou o terceiro título mundial em 1996.